# Qacha’s Nek
Qacha’s Nek – miasto w Lesotho; Stolica dystryktu Qacha’s Nek; ok. 9,5 tys. mieszkańców (2011). Przemysł spożywczy, odzieżowy.
Znajduje się tu Nthatuoa Hotel.

## Historia
Qacha’s Nek zostało założone w 1888 roku. Jego nazwa pochodzi od imienia Ncatya. Ncatya był synem lokalnego wodza Moorosiego.